# Malkoçoglu - Cem Sultan
Malkoçoğlu - Cem Sultan (titolo persiano: Serzemin-e Delaveran) è un film del 1969 diretto da Remzi Jöntürk